# شرج الشريف (وادي العين)

تعديل مصدري - تعديل

شرج الشريف هي إحدى قرى عزلة وادي العين بمديرية حورة التابعة لمحافظة حضرموت، بلغ تعداد سكانها 676 نسمة حسب تعداد اليمن لعام 2004.